# Badawiyya
Die Badawiyya (arabisch البدوية, DMG al-badawīya; türkisch Bedevilik), auch Ahmadiyya (الأحمدية, DMG al-aḥmadīya), ist ein islamisch-mystischer Sufi-Orden (Tariqa) und wurde im 13. Jahrhundert von dem Ägypter Ahmad al-Badawi (1199–1276) gegründet.
Zu Zeiten des Osmanischen Reiches verbreitete sich der Orden auch bis in die Türkei, wo er aktiv war, bis Kemal Atatürk, der Gründer der Türkischen Republik, im Jahr 1926 ein Verbot der Bruderschaften in Form von Tariqa erließ.